# Clint Lowery
Clint Lowery (n. 15 octombrie 1971 în Atlanta, Georgia) este un chitarist american. Clint Lowery a fost cofondatorul formației Still Rain și în prezent e chitaristul formației Sevendust.